# لستر لایلس
لستر لایلس، (به انگلیسی: Lester Lyles) (زاده ۱۷ سپتامبر ۱۹۵۹) کارآفرین، بانکدار و مدیر ارشد اجرایی آمریکایی است، که در حال حاضر به‌عنوان رییس هیئت مدیره بانک یواس‌ای‌ای فعالیت می‌کند.
لایلس در فاصله سال‌های ۱۹۶۸ تا ۲۰۰۳ در عضویت نیروی هوایی ایالات متحده آمریکا بود. وی در سال ۲۰۰۳ با درجه ارتشبدی بازنشسته گردید. لایلس هم‌اکنون از مدیران ارشد شرکت‌های جنرال داینامیکس، دی‌پی‌ال و کی‌بی‌آر نیز بشمار می‌آید.